# Kanton Broons
Der Kanton Broons (bretonisch: Kanton Bronn) ist seit 1790 ein französischer Wahlkreis in den Arrondissements Dinan und Saint-Brieuc, im Département Côtes-d’Armor in der Region Bretagne; sein Bureau centralisateur befindet sich in Broons.

## Geschichte
Der Kanton entstand am 15. Februar 1790. Von 1801 bis 2015 gehörten neun Gemeinden zum Kanton Broons. Mit der Neuordnung der Kantone in Frankreich stieg die Zahl der Gemeinden 2015 auf 26. Nebst den bisherigen neun Gemeinden des alten Kantons Broons kamen alle 8 Gemeinden des bisherigen Kantons Caulnes und alle 9 Gemeinden des Kantons Merdrignac hinzu.

## Lage
Der Kanton liegt im Südosten des Départements Côtes-d’Armor.

## Gemeinden

### Kanton Broons seit 2015
Der Kanton besteht aus 25 Gemeinden mit insgesamt 24.010 Einwohnern (Stand: 1. Januar 2022) auf einer Gesamtfläche von 610,22 km²:
| Gemeinde              | Bretonisch         | Einwohner (2022) | Fläche (km²) | Code postal | Code Insee | Arrondissement |
| --------------------- | ------------------ | ---------------- | ------------ | ----------- | ---------- | -------------- |
| Broons                | Bronn              | 2.931            | 35,21        | 22250       | 22020      | Dinan          |
| Caulnes               | Kaon               | 2.506            | 31,36        | 22350       | 22032      | Dinan          |
| Éréac                 | Erieg              | 676              | 21,21        | 22250       | 22053      | Saint-Brieuc   |
| Gomené                | Gouvene            | 549              | 25,37        | 22230       | 22062      | Saint-Brieuc   |
| Guenroc               | Gwenroc’h          | 217              | 7,39         | 22350       | 22069      | Dinan          |
| Guitté                | Gwitei             | 711              | 14,53        | 22350       | 22071      | Dinan          |
| Illifaut              | Ilifav             | 688              | 26,71        | 22230       | 22083      | Saint-Brieuc   |
| La Chapelle-Blanche   | Ar Chapel-Wenn     | 211              | 7,92         | 22350       | 22036      | Dinan          |
| Lanrelas              | Lanrelaz           | 866              | 29,40        | 22250       | 22114      | Saint-Brieuc   |
| Laurenan              | Lanreunan          | 742              | 30,90        | 22230       | 22122      | Saint-Brieuc   |
| Loscouët-sur-Meu      | Loskoed-ar-Mozon   | 644              | 22,26        | 22230       | 22133      | Saint-Brieuc   |
| Mégrit                | Megrid             | 809              | 20,63        | 22270       | 22145      | Dinan          |
| Merdrignac            | Medrigneg          | 3.140            | 68,70        | 22230       | 22147      | Saint-Brieuc   |
| Mérillac              | Merelieg           | 242              | 13,86        | 22230       | 22148      | Saint-Brieuc   |
| Plumaudan             | Pluvaodan          | 1.403            | 17,83        | 22350       | 22239      | Dinan          |
| Plumaugat             | Pluvaelgad         | 1.156            | 40,43        | 22250       | 22240      | Dinan          |
| Rouillac              | Rioleg             | 402              | 15,77        | 22250       | 22267      | Saint-Brieuc   |
| Saint-Jouan-de-l’Isle | Sant-Yowan-an-Enez | 456              | 8,09         | 22350       | 22305      | Dinan          |
| Saint-Maden           | Sant-Maden         | 220              | 6,56         | 22350       | 22312      | Dinan          |
| Saint-Vran            | Sant-Vran          | 755              | 28,12        | 22230       | 22333      | Saint-Brieuc   |
| Sévignac              | Sevinieg           | 1.116            | 43,25        | 22250       | 22337      | Saint-Brieuc   |
| Trédias               | Trediarn           | 504              | 11,01        | 22250       | 22348      | Saint-Brieuc   |
| Trémeur               | Treveur            | 806              | 14,56        | 22250       | 22369      | Saint-Brieuc   |
| Trémorel              | Tremorae           | 1.154            | 33,76        | 22230       | 22371      | Saint-Brieuc   |
| Yvignac-la-Tour       | Ivinieg            | 1.106            | 35,39        | 22350       | 22391      | Dinan          |
| Kanton Broons         | Bronn              | 24.010           | 610,22       | -           | 2202       | -              |

## Veränderungen im Gemeindebestand seit 2016
2025: Fusion Merdrignac und Saint-Launeuc → Merdrignac

### Kanton Broons bis 2015
Der alte Kanton Broons umfasste neun Gemeinden auf einer Fläche von 226,43 km². Diese waren: Broons (Hauptort), Éréac, Lanrelas, Mégrit, Rouillac, Sévignac, Trédias, Trémeur und Yvignac-la-Tour.

### Bevölkerungsentwicklung des alten Kantons
| 1962   | 1968  | 1975  | 1982  | 1990  | 1999  | 2006  | 2012  |
| ------ | ----- | ----- | ----- | ----- | ----- | ----- | ----- |
| 10.501 | 9.801 | 9.212 | 8.795 | 8.258 | 8.063 | 8.561 | 9.209 |

## Politik
| Vertreter im conseil général des Départements | Vertreter im conseil général des Départements | Vertreter im conseil général des Départements |
| Amtszeit                                      | Name                                          | Partei                                        |
| --------------------------------------------- | --------------------------------------------- | --------------------------------------------- |
| 1976–1994                                     | Maurice Després                               | PS                                            |
| 1994–Aug. 2008                                | Michel Lamarche                               | RPR, dann UMP                                 |
| Aug. 2008–2015                                | Annick Amice                                  | UMP                                           |
| 2015–2021                                     | Mickaël Chevalier Isabelle Goré-Chapel        | UDI DVD                                       |
| 2021–                                         | Mickaël Chevalier Isabelle Goré-Chapel        | UDI DVD                                       |